# Leo Cunha
Leonardo Antunes Cunha (Bocaiúva, Minas Gerais, 5 de junho de 1966), é um escritor, tradutor e jornalista brasileiro. Foi duas vezes indicado ao Prêmio Jabuti, em 1994 e 2017, ganhando na categoria de Autor Revelação em 1994.

## Carreira
Leo é professor universitário desde 1997, tendo lecionado no curso de jornalismo do Centro Universitário de Belo Horizonte - (UniBH) de 1997 a 2020, e em diversos cursos de pós-graduação. Publicou mais de 60 livros infantis e juvenis, cinco livros de crônicas e diversas traduções. É graduado em jornalismo, publicidade e pós-graduado em literatura infantil pela PUC-Minas. Cunha é mestre em ciência da informação e doutor em cinema por UFMG, com tese sobre os heróis cômicos nos filmes do cineasta francês Francis Veber.
Foi colunista da web-revista de cinema Filmes Polvo, de 2008 à 2013. É colunista do site Canguru News. Professor universitário desde 1997, em cursos de graduação da Universidade Cândido Mendes, ele foi jurado em prêmios literários como o Prêmio João-de-Barro, da Prefeitura de Belo Horizonte e o Concurso Literário 30 anos da FNLIJ. É membro fundador da Associação de Escritores e Ilustradores de Literatura Infantil e Juvenil (AEI-LIJ), na qual já ocupou o cargo de secretário-geral. É membro do Coletivo 21, grupo de escritores mineiros.

### Obra
- Pela estrada afora. (ilustrações de Claudia Ferreira) SP: Atual, 1993.
- Lições de girafa. (ilustrações de Regina Rennó) BH: Miguilim,1993.
- O sabiá e a girafa. (ilustrações de Graça Lima) RJ: Nova Fronteira, 1993.
- O menino que não mascava chiclê. (ilustrações de Marilda Castanha)SP: Paulinas, 1994.
- Em  boca fechada não entra estrela. (ilustrações de Roger Mello) RJ: Ediouro, 1994.
- As pilhas fracas do tempo.(ilustrações de Daisy Startari) SP: Atual, 1994.
- Que bicho mordeu?. (ilustrações de Marilda Castanha)RJ: Agir, 1994.
- O dinossauro (com Marcus Tafuri, (ilustrações de Roger Mello). RJ: Ediouro, 1995.
- Conversa pra boy dormir. (ilustrações de Angelo Abu) BH: Dimensão, 1995.
- Sonho passado a limpo. (ilustrações de Aldemir Martins)SP: Ática, 1995.
- Joselito e seu esporte favorito. (ilustrações de Marilda Castanha) RJ: Nova Fronteira,1996.
- O gato de estimação.  (ilustrações de Ana Raquel) SP: Paulinas,1996.
- O inventor de brincadeiras.  (ilustrações de Marlette Menezes) BH: Dimensão, 1996.
- Quase tudo na Arca-de-Noé.  (ilustrações de Nelson Cruz) SP: Moderna,1996.
- Debaixo de um tapete voador.  (ilustrações de Anna Gobel) RJ: Ediouro, 1997.
- Nas páginas do Tempo (crônicas). RJ: Nova Fronteira, 1997.
- Cantigamente. (ilustrações de Marilda Castanha e Nelson Cruz) RJ: Ediouro, 1998.
- Na marca do pênalti. (ilustrações de  Roger Mello) SP: Atual , 1999.
- Poemas lambuzados. SP: Saraiva, 1999.
- A menina da varanda. (ilustrações de Nelson Cruz) RJ: Record, 2001.
- Clave de Lua. (livro-CD, ilustrações de Eliardo França) SP: Paulinas, 2001.
- Pão e Circo. (ilustrações de Nelson Cruz) SP: Atual, 2002.
- O macacão espantado. (ilustrações de Graça Lima) SP: Salamandra, 2003.
- XXII!! - 22 brincadeiras de linhas e letras. (ilustrações de Graça Lima) SP: Paulinas, 2003.
- Manual de desculpas esfarrapadas (crônicas). (ilustrações de Daniel Kondo) SP: FTD, 2004.
- Poemas avoados. (ilustrações de Natalia Forcat) SP: Saraiva, 2004.
- O cavalo alado (com Elias José e Iacyr Anderson). RJ: Zit, 2004.
- Era uma vez um reino de mentira (com Ricardo Benevides, ilustrações de André Neves). RJ: Record, 2005.
- Contos De Grin Golados. (ilustrações de Eliardo França) BH: Dimensão, 2005.
- Lápis encantado. (ilustrações de Graça Lima) SP: Quinteto, 2006.
- Perdido no ciberespaço. (ilustrações de Guto Lins) SP: Larousse, 2007. Nova edição: RJ: Bambolê, 2019.
- Era uma vez um reino sonolento (com Ricardo Benevides, ilustrações de André Neves). RJ: Record, 2007.
- Três Terrores. SP: Atual, 2007.
- "Profissonhos - um guia poético" (ilustrações de Gilles Eduar). SP: Ed. Planeta, 2007.
- Sorte Grande. (ilustrações de Junião) SP: FTD, 2007
- Viva Voz. (ilustrações de Flavio Fargas) Curitiba: Positivo, 2008.
- Turmas do prédio, da turma e do bairro. (ilustrações de Flavio Fargas) Belo Horizonte: Dimensão, 2008.
- Coleção Clube dos Segredos (com Luiz Antonio Aguiar, Pedro Bandeira, Rogério Barbosa e Rosana Rios). Rio de Janeiro: Galera Record, 2008-2012.
- Poemas pra ler num pulo. (ilustrações de Flávio Fargas) Belo Horizonte: Dimensão, 2009.
- Vendo poesia. São Paulo: FTD, 2010.
- Castelos, princesas e babás. (ilustrações de Gilles Eduar) Belo Horizonte: Dimensão, 2011.
- Ninguém me entende nessa casa!. São Paulo: FTD, 2011.
- Era uma vez à meia-noite. (com Luiz Antonio Aguiar, Pedro Bandeira, Rogério Barbosa e Rosana Rios). Rio de Janeiro: Galera Record, 2011.
- Num mundo perfeito. (ilustrações de Salmo Dansa) São Paulo: Paulinas, 2012.
- O reino adormecido (teatro, ilustrações de André Neves). Rio de Janeiro: Record, 2012.
- Videntes - e outros pitacos no cotidiano. São Paulo: Melhoramentos, 2012.
- O sabiá e a girafa (nova edição). São Paulo: FTD, 2012.
- Joselito e seu esporte favorito (nova edição, ilustração de Salmo Dansa). Rio de Janeiro: Rovelle, 2012.
- A menina e o céu. (ilustrações de Cris Eich) São Paulo: FTD, 2013.
- Uma aventura no sonho. (ilustrações de Martina Schreiner) ) Porto Alegre: Edelbra, 2013.
- Piolho na Rapunzel. (ilustrações de JoãoCaré) Porto Alegre: Projeto, 2013.
- Haicais para filhos e pais. (projeto visual de Salmo Dansa)Rio de Janeiro: Record, 2013.
- Dedé e os tubarões (com Alessandra Roscoe, ilustrações de Rafa Antón). São Paulo: Escarlate, 2013.
- ABCenário. (ilustrações de Alex Lutkus) Belo Horizonte: Autêntica, 2014.
- Arca-de-Noé, uma história de amor. (ilustrações de Gilles Eduar) Rio de Janeiro: Nova Fronteira, 2014.
- Língua de sobra. (ilustrações de Suppa) São Paulo: Cortez, 2014.
- Nos labirintos de Borges (com João Carrascoza, José Eduardo Agualusa e Luiz Antonio Aguiar, imagens de Salmo Dansa). São Paulo: Melhoramentos, 2014.
- Vira-lata (com Luiz Magalhães, ilustrações de Jean-Claude Alphen). São Paulo: FTD, 2015.
- "Uni, duni, tê". (ilustrações de Alex Lutkus) Belo Horizonte: Autêntica, 2016.
- As fantásticas aventuras da Vovó Moderna (com Marta Lagarta, ilustrações de Laurent Cardon). São Paulo: Cia das Letrinhas, 2016.
- Um dia, um rio (imagens de André Neves). São Paulo: Pulo do Gato, 2016.
- Cachinhos de prata (ilustrações de Rui de Oliveira). São Paulo: Paulinas, 2017.
- BAMMM! - A banda mais monstruosa do mundo (com Penélope Martins, ilustrações de Alex Lutkus). Passo Fundo: Tribos, 2017.
- Só de brincadeira. (ilustrações de Anna Cunha) Curitiba: Positivo, 2018.
- Os Dois Porquinhos e Meio. (Com Marta Lagarta, ilustrações de Guto Lins) Rio de Janeiro: Bambolê, 2018.
- A menina que inventava nomes (ilustrações de Alex Lutkus) Passo Fundo: Tribos, 2018.
- A poesia se faz num pescar de olhos (ilustrações de Andrea Ebert). São Paulo: Formato, 2019.
- O livro maluco das poções mágicas (ilustrações de Mariana Massarani). São Paulo: Ed. do Brasil, 2019.
- Culpado ou inocente? - o julgamento do Lobo Mau (com Marta Lagarta, ilustrações de Alex Lutkus). Rio de Janeiro: Bambolê, 2019.
- Sinais trocados (ilustrações de Gustavo Piqueira). São Paulo: Biruta, 2020.
- Onde a palavra abre os olhos (ilustrações de Thais Linhares). Belo Horizonte: Abacatte, 2020.
- Tromba D'água (ilustrações de Flávio Fargas). São Paulo: Ciranda Cultural, 2020.
- O Rei Sadim (com João Bosco Bezerra Bonfim, ilustrações de Laerte Silvino). São Paulo: Ciranda Cultural, 2020.
- O corte e a chama (ilustrações de Paulo Rea). São Paulo: Pulo do Gato, 2020.
- Virando a página (com Tino Freitas, ilustrações de Caco Galhardo e Leonardo Yorka). São Paulo: FTD, 2020.
- "Infinitos" (ilustrações de Alexandre Rampazo). São Paulo: Melhoramentos, 2021.
- "De memes e memórias" (ilustrações de Rafael Nobre). São Paulo: Ed. do Brasil, 2021.
- "Uma história para Ana" (ilustrações de Cris Eich). Poços de Caldas: Ed. Leiturinha, 2021.
- "Panapaná" (com Glaucia de Souza, ilustrações de Ana Matsusaki). Passo Fundo: Ed. Physalis, 2021.

Também já participou em dezenas de coletâneas de contos, crônicas e poemas.

## Teatro e Música
Como dramaturgo, participou dos espetáculos:
- Profissonhos - O que você vai ser quando crescer? (musical escrito em parceria com Thelmo Lins). Estreia em 1º/05/2016, no Teatro Bradesco, em Belo Horizonte, em montagem da Companhia Cyntilante.
- O Reino Adormecido (musical escrito em parceria com Ricardo Benevides). Estreia em 05/10/2018, em Petrópolis, em montagem do

Grupo Teatral Povo do Cafundó.
Como letrista, participou dos CDs:
- Clave de lua (com André Abujamra, Luiz Macedo e Renato Lemos), 2001
- Poemas para cantar e dançar (de Zebeto Correia), 2013
- O que você vai ser quando crescer? (de Thelmo Lins), 2015
- Bicho-mistério (de Zé Campelo), 2015
- Impressão (de Bernardo Rodrigues), 2016

## Prêmios e indicações
Recebeu os principais prêmios brasileiros voltados para a literatura infantil, dentre eles: 
- Prêmio Nestlé (1994)
- Jabuti (1994, finalista em 2017)[2]
- João de Barro (1992)
- FNLIJ (1994, 2002, 2014, 2016, 2017)
- Concurso de Histórias Infantis do Paraná (1992)
- Prêmio Literário da Fundação Biblioteca Nacional (2013)
- Prêmio FNLIJ pela tradução do livro Balada da estrela e outros poemas (Olho de Vidro) de Gabriela Mistral em 2020[7]

Diversos de seus livros, receberam o selo Altamente Recomendável da FNLIJ. Como professor de jornalismo, foi um dos vencedores do projeto Rumos Itaú Cultural, na categoria Jornalismo Cultural em 2009. A adaptação teatral do livro Um Dia, um Rio venceu o Prêmio APCA.

## Traduções
Entre suas traduções e adaptações, destacam-se:
- Balada da estrela e outros poemas, de Gabriela Mistral. Curitiba: Olho de Vidro, 2019.
- As aventuras de Gulliver em Lilliput (Gulliver's Travels), de Jonathan Swift. Passo Fundo: Tribos, 2017.
- Faísca (Chispas), de Antonio Skármeta. Rio de Janeiro: Record, 2015.
- Seis homens (Six Men), de David McKee. Rio de Janeiro: Record, 2014.
- Discurso do urso (Discurso del oso), de Julio Cortázar. Rio de Janeiro: Record, 2009.
- Rã (Rana), de María Paula Bolanos. Rio de Janeiro: Record, 2007.
- A megera domada (The Taming of a Shrew), de William Shakespeare. São Paulo: Escala, 2005
- O Saco-de-Pancadas (The Whipping boy), de Sid Fleischman. Rio de Janeiro: Ediouro, 1996.
- Me dá um beijo (Kus me), de Bart Moeayert. Rio de Janeiro: Ediouro, 1996.
- Oliver Twist, de Charles Dickens. Belo Horizonte: Dimensão, 1998.
- Norte (North), de Alan Zweibel. Rio de Janeiro: Ed. 34, 1994.
- Jack (Jack), de A.M.Homes. Rio de Janeiro: Ed. 34, 1993.
- O Maníaco Magee (Maniac Magee), de Jerry Spinelli. Rio de Janeiro: Ed. 34, 1993.

## Vida Pessoal
Filho da professora e tradutora de livros Maria Antonieta Antunes Cunha, e seu pai o médico Eunápio Antunes de Oliveira. Cresceu cercado por livros, pois sua mãe foi proprietária da Casa de Leitura e Livraria Miguilim, nas décadas de 1970 à 1990. É casado com Valéria Ayres Magalhães, que trabalha como publicitária, e tem dois filhos: Sofia (2000) e André (2008).